# Мадагаскарска плоскоопашата костенурка
Мадагаскарските плоскоопашати костенурки (Pyxis planicauda) са вид влечуги от семейство Сухоземни костенурки (Testudinidae).
Разпространени са в сухите листопадни гори по западното крайбрежие на Мадагаскар, между реките Монрондава и Тисирибихина. Гръбната част на черупката и опашката им са относително плоски, откъдето идва наименованието на вида. Адаптирани са към намаляващ специфичен и ограничен хабитат, поради което видът е критично застрашен от изчезване.